# Ego (canción de Beyoncé)
Ego es una canción R&B de la cantante estadounidense Beyoncé, escrita y producida por Elvis "BlacElvis" Williams, Harold Lilly, y Knowles, para su tercer álbum de estudio I Am... Sasha Fierce. Fue lanzada el 19 de mayo de 2009 como quinto sencillo a partir de la edición deluxe del álbum. El remix cuenta con la colaboración del rapero Kanye West que se incluye en el CD/DVD "Above and Beyoncé - Video Collection & Dance Mixes".

## Antecedentes

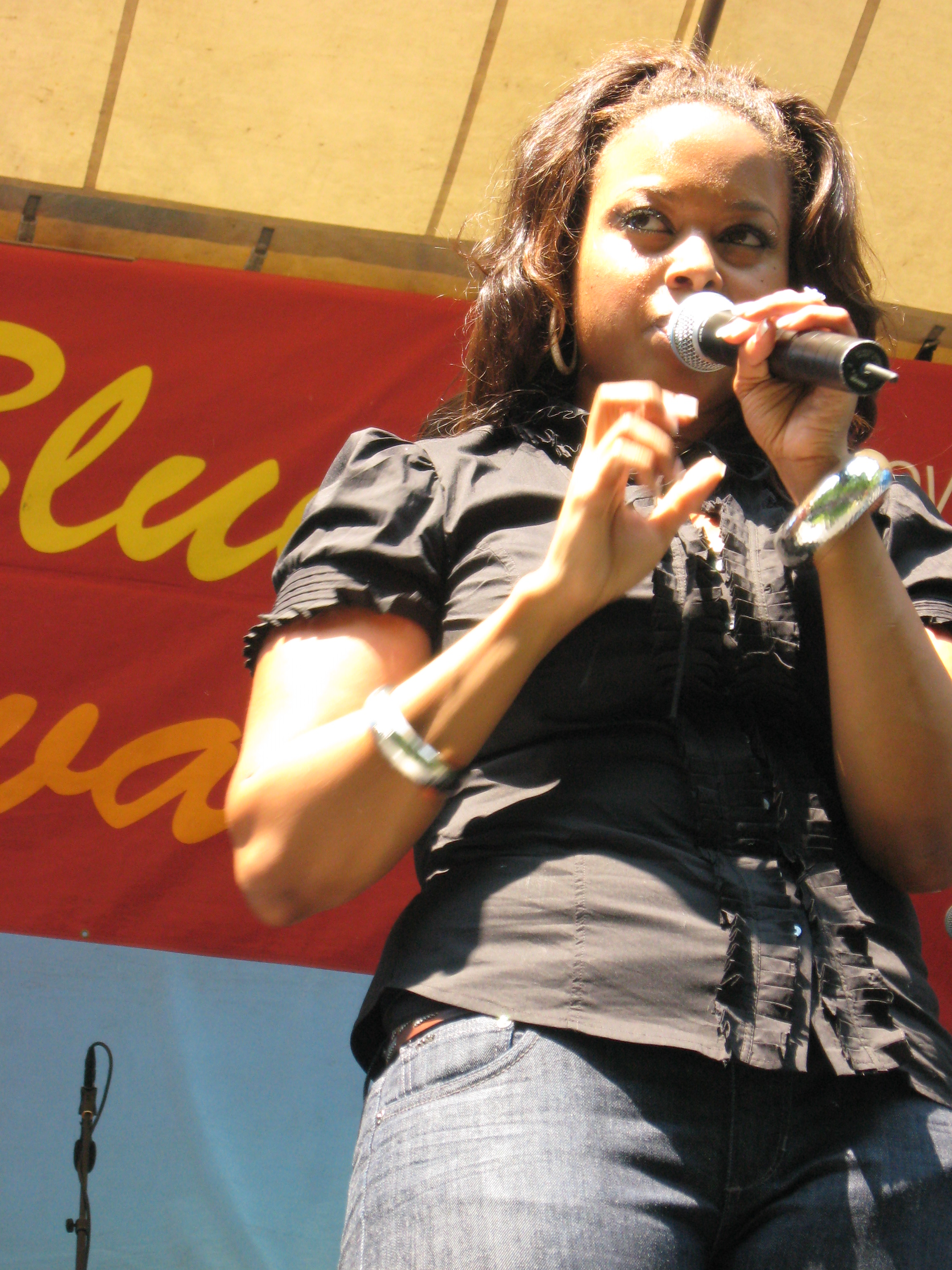
Ego había sido escrita para la cantante Chrisette Michelle pero se negó, por lo tanto Beyonce la agregó a su álbum

"Ego" se pensó como el tercer sencillo del álbum, pero fue remplazado por Diva. Fue liberado como quinto sencillo en Estados Unidos, aunque se supone que sería el sexto en tal país y cuarto sencillo mundial, ya que Broken-Hearted Girl ocuparía tales lugares, sin embargo es el sencillo menos popular, y en su lugar quedó Sweet Dreams respectivamente.
Knowles dijo a MTV: "La canción habla de hombres que son muy seguros de sí mismos y que son muy arrogantes y presumidos al caminar y al hablar, lo que ha hecho atraído hacia ellos"

## Crítica
La revista Billboard dio a la canción una revisión positiva: "El quinto single de su álbum I Am ... Sasha Fierce combina elementos de ambos lados de su personalidad musical. Ego suena como un homenaje a la vieja escuela de R&B con atascos midtempo, pero aún está firmemente arraigada en las tendencias de producción de hoy. En su lado pop Beyoncé se explora con todo, con una voz moderada y un desglose de piano inteligente. Un crédito a la cantante por no pulir su voz durante ese intervalo, eligiendo en su lugar para mostrar su voz real, las limitaciones y todo, al igual que los viejos tiempos". 

## Video musical

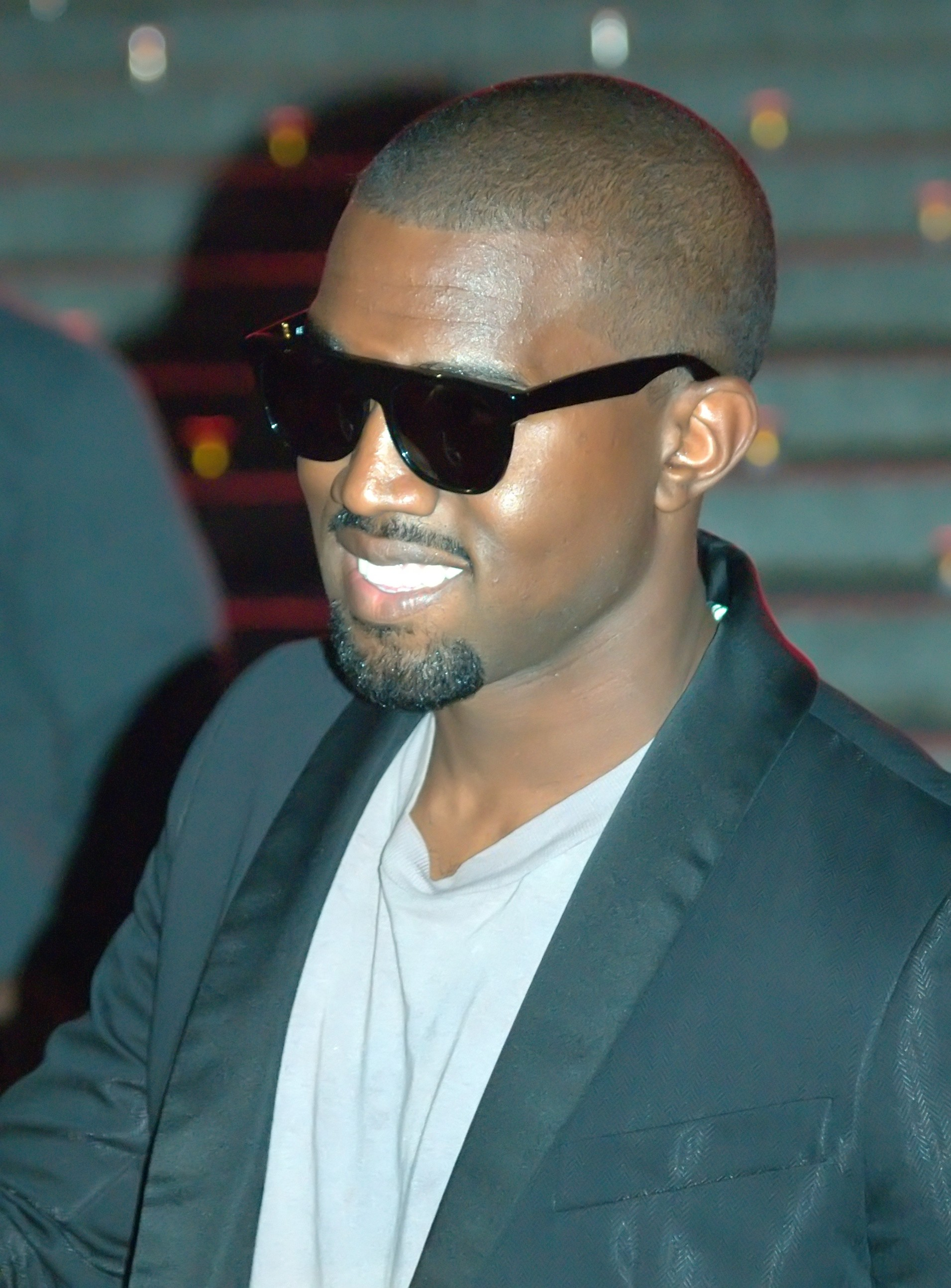
Kanye West aparece en el remix del vídeo, también hace una presentación en el I am.. tour.

Knowles codirigió el vídeo de "Ego", con su coreógrafo que lleva doce años con ella, Frank Gatson Jr. Gatson ha sido director creativo de Knowles para varios de sus vídeos, como "Suga Mama", "Single ladies (Put a ring on it)", y "Get Me Bodied", así como sus últimas tres giras mundiales, incluida la I Am... Tour. Knowles dejó a Gatson dirigir el video de "Ego" después de que él le presentó a un nuevo coreógrafo, Sheryl Murakami.
El video se estrenó el 21 de mayo de 2009 en el sitio web de la cantante, y al igual que el If I Were a Boy, Single ladies (Put a ring on it), Diva y Broken-Hearted Girl fue grabado en blanco y negro.
Tratá de la cantante con 2 bailarinas narrando porque le gustan los hombres con un gran "ego", y bailando de manera sensual en una escena que dura todo el video. En él tiene el pelo rizado como en Work It Out, un leotardo y un abrigo café, mientras que sus 2 acompañantes solo tienen leotardos. En el remix del video se incluyen escenas con Kanye West cantando en un mismo fondo que el video original, narrando de la misma manera que le gustan las mujeres con un gran "ego", para que después aparezcan las mismas escenas del video original. El video remix se estrenó 15 de junio de 2009 en el episodio de BET 's: Access Granted.

## Listas Musicales
- Ego / Sweet Dreams Sencillos & Dance Mixes [10]
- Ego - 3:57 Ego - 3:57
- Ego (DJ Escape & Johnny Vicious Club Remix) - 8:22 Ego (DJ Escape & Johnny Vicious Club Remix) - 8:22
- Ego (Slang "Big Ego" Club Remix) - 6:18 Ego (Slang "Big Ego" Club Remix) - 6:18
- Sweet Dreams - 3:29 Sweet Dreams - 3:29
- Sweet Dreams (OK DAC Club Remix) - 5:14 Sweet Dreams (OK DAC Club Remix) - 5:14
- Sweet Dreams (Karmatronic Club Remix) - 6:36 Sweet Dreams (Karmatronic Club Remix) - 6:36

## Versiones oficiales y remixes
- Album Version (Dirty)
- Album Version (Clean) / Video Edit
- Album Instrumental
- Remix feat. Kanye West
- DJ Escape & Johnny Vicious Club
- DJ Escape & Johnny Vicious Dub
- Redtop's Digital Ska Remix
- Redtop's Digital Ska Radio
- OK DAC Remix
- OK DAC Dub
- Karmatronic Club
- Karmatronic Radio
- Redsoul Club Mix
- Dan McKie Remix
- Ego Slang Club Mix
- Ego Slang Dance Dub
- Zoned Out Light Extended
- Zoned Out Light Radio
- Lost Daze Remix

## Charts
| Chart (2009)                         | Peak position |
| ------------------------------------ | ------------- |
| Brazil Billboard Hot 100             | 47            |
| New Zealand Singles Chart            | 11            |
| Swedish Singles Chart                | 29            |
| Türkiye Top 20                       | 14            |
| U.S. Billboard Hot 100               | 39            |
| U.S. Billboard Hot R&B/Hip-Hop Songs | 3             |